# Popołudniówka
Popołudniówka – dziennik (gazeta) wydawany w systemie sprzedaży, w którym gazeta dostępna jest każdego dnia, lecz dopiero w godzinach popołudniowych. 
Popołudniówką o najszerszym zasięgu był „Express Wieczorny”; wśród prasy regionalnej można wymienić kieleckie „Echo Dnia”, wrocławski „Wieczór Wrocławia”, czy też bydgoski „Dziennik Wieczorny”. Obecnie na polskim rynku nie ma już popołudniówek.
Spośród popołudniówek zagranicznych znane są m.in. wychodzące w latach 1852–1981 „Washington Star” (dawniej pod tytułem „Washington Evening Star”) w Waszyngtonie, „Daily Mirror” (1941–1990) w Sydney.
W Bombaju od lat 80. XX w. wychodzi popołudniówka o prostym tytule „Afternoon”, czyli „popołudnie”.